# Valeria Bilello
Valeria Bilello (Sciacca, 2 de mayo de 1982) es una actriz y modelo italiana.

## Biografía
Valeria Bilello nació en Sciacca, Sicilia, el 2 de mayo de 1982 y se crio en Milán. Durante su adolescencia debutó como modelo, apareciendo en algunos comerciales. En el año 2006 participó en el cortometraje Attesa, ganador en el Festival Sguardi Altrove. Dos años después apareció en la película Giovanna's Father, dirigida por Pupi Avati y presentada en el Festival de Cine de Venecia.
En 2010, Gabriele Salvatores la escogió para actuar en la película Happy Family, por la que fue premiada como la mejor actriz en el Festival de Cine de Boulogne-Billancourt. Entre 2011 y 2012 interpretó diferentes roles en Il giorno in più de Massimo Venier, en I soliti idioti de Enrico Lando, en Ti amo troppo per dirtelo de Marco Ponti y en Come non detto de Ivan Silvestrini. En 2013 actuó en Pazze di me de Fausto Brizzi, en Miele de Valeria Golino y en Un talento increíble de David Frankel. En 2017 tuvo una pequeña participación en la serie de televisión estadounidense Sense8.

## Filmografía

### Cine
- Giovanna's Father, de Pupi Avati (2008)
- Happy Family, de Gabriele Salvatores (2010)
- Il giorno in più, de Massimo Venier (2011)
- I soliti idioti - Il film, de Enrico Lando (2011)
- Ti amo troppo per dirtelo, de Marco Ponti (2011)
- Come non detto, de Ivan Silvestrini (2012)
- Women Drive Me Crazy, de Fausto Brizzi (2013)
- Miele, de Valeria Golino (2013)
- Un talento increíble, de David Frankel (2013)
- Io, Arlecchino, de Matteo Bini & Giorgio Pasotti (2014)
- Monitor, de Alessio Lauria (2015)
- Beata ignoranza, de Massimiliano Bruno (2017)
- Made in Italy, de James D'Arcy (2020)

### Televisión
- Intralci (2006)
- Il clan dei camorristi (2013)
- Ultimo - L'occhio del falco (2013)
- La strada dritta (2014)
- Ragion di stato (2014)
- Ti amo troppo per dirtelo (2014)
- Squadra mobile (2015)
- Il sistema (2015)
- Sense8 (2017)
- Curon  (2020)